# Kyle Singler
Kyle Singler   (Medford, 4 de maig de 1988) és un exjugador de bàsquet professional estatunidenc. Amb 2,03 metres d'alçada, jugava en la posició d'aler.

## Trajectòria esportiva

### Universitat
Després de participar en 2007 al prestigiós McDonald's All-American Game, va jugar durant quatre temporades amb els Blue Devils de la Universitat Duke, en les quals va fer de mitjana 16,2 punts, 6,8  rebots i 2,0  assistències per partit. En la seva primera temporada va ser triat Rookie de l'Any de l'Atlantic Coast Conference després de liderar l'anotació entre els novells de la conferència, amb 14,8 punts per partit, aconseguint 10 o més punts en 24 dels 30 partits disputats, només superat en el seu equip per DeMarcus Nelson.
El 2010 va aconseguir juntament amb el seu equip el Torneig de l'NCAA després de derrotar els Butler a la final, aconseguint 19 punts i 9 rebots, sent triat com Millor Jugador del Torneig. En les seves dues últimes temporades va ser triat en el millor quintet de l'ACC.

### Professional
Va ser triat en la trenta tercera posició del Draft de l'NBA del 2011 per Detroit Pistons, però va fitxar finalment pel Lucentum Alacant de la lliga ACB, amb una clàusula que li permetria la sortida si es desbloqueja el locaut de l'NBA.
En el seu debut a la Lliga Endesa a la primera jornada contra el Biscaia Bilbao Bàsquet va aconseguir l'MVP de la jornada amb 32 punts de valoració.
A finals de novembre va fitxar pel Reial Madrid fins a final de la temporada 2011-2012 en la Lliga Endesa. per substituir en Rudy Fernández.
En els seus deu partits al Lucentum Alacant va fer de mitjana 14,4 punts i 3,4 rebots, deixant l'equip amb un balanç de 7 victòries i 3 derrotes, l'equip revelació de l'ACB.